# ブランドン・アギレラ
ブランドン・アギレラ・サモラ（Brandon Aguilera Zamora、2003年6月28日 - ）は、コスタリカ・ナランホ出身のプロサッカー選手。コスタリカ代表。リオ・アヴェFC所属。ポジションは、ミッドフィールダー。

## 経歴

### クラブ
2022年7月、プレミアリーグのノッティンガム・フォレストは、アラフエレンセから4年契約で獲得したこと発表した、コスタリカのADグアナカステカに6ヶ月間レンタルされることになった。2024年2月1日、ブリストル・ローヴァーズFCにシーズン終了までレンタル移籍。
2024年7月2日、リオ・アヴェFCに3年契約で移籍した<。

### 代表
2022年3月30日、アメリカ戦でコスタリカ代表デビューを果たした。
2022年11月、2022 FIFAワールドカップメンバーに選出された。

## 代表歴

### 出場大会
- コスタリカ代表
  - 2022 FIFAワールドカップ

### 試合数
- 国際Aマッチ 12試合 0得点（2022年-）[7]

| コスタリカ代表 | 国際Aマッチ | 国際Aマッチ |
| 年             | 出場        | 得点        |
| -------------- | ----------- | ----------- |
| 2022           | 8           | 0           |
| 2023           | 4           | 0           |
| 2024           |             |             |
| 通算           | 12          | 0           |

## タイトル
LDアラフエレンセ
- リーガFPD： アペルトゥーラ 2020
- CONCACAFリーグ： 2020